# Ponte sullo stretto di Bering

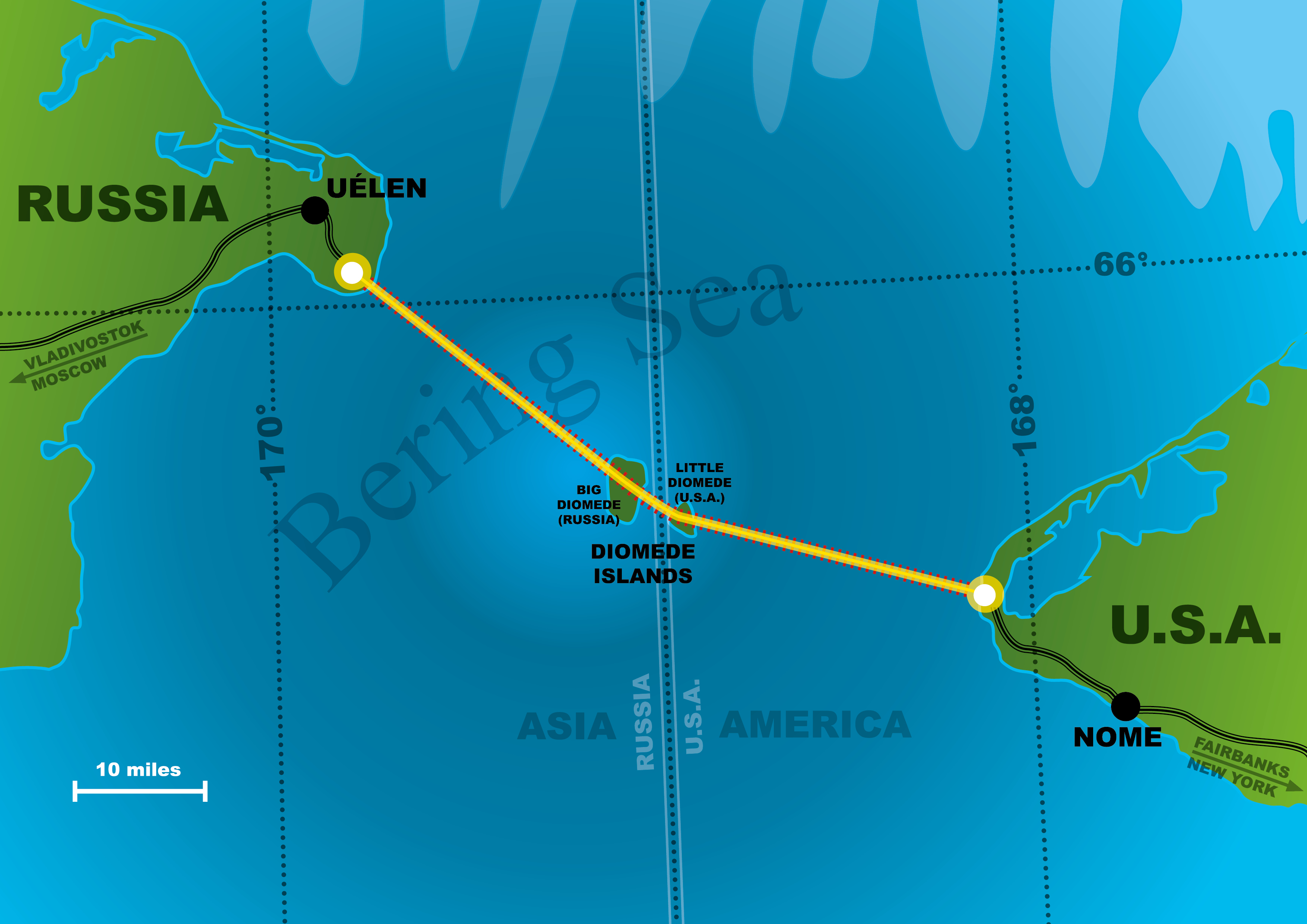
Possibile percorso per il ponte sullo stretto di Bering

Per ponte sullo Stretto di Bering si intende un ipotetico ponte intercontinentale della lunghezza di circa cento chilometri che attraversi lo stretto di Bering tra Asia e America, collegando la penisola dei Ciukci in Siberia (Russia) alla penisola di Seward in Alaska (USA).
Tra le varie ipotesi susseguitesi nel corso di oltre un secolo, compresa la realizzazione di un tunnel sottomarino anch’esso lungo un centinaio di chilometri, quella che tuttavia risulterebbe più realizzabile, pur non senza criticità, sarebbe un lungo ponte suddiviso in tre sezioni che sfrutti la presenza delle Isole Diomede proprio al centro dello stretto.
Tale infrastruttura consentirebbe a un viaggiatore che partisse dalla costa siberiana alla sera, di arrivare a destinazione la mattina stessa del giorno in cui è partito, secondo data e fuso orario americano dell'Alaska; inoltre, se opportunamente collegato a tutte le attuali infrastrutture come autostrade, linea ferroviaria Transiberiana e Alaska Railroad, il ponte consentirebbe di percorrere senza soluzione di continuità i territori di Europa, Asia, Africa e America.

## Storia

### Considerazioni
Lo stretto di Bering, con i suoi circa cento chilometri di distanza tra le coste dei due continenti, è uno dei punti più strategici della geografia terrestre.
Un collegamento stradale e ferroviario tra Asia e America risulterebbe assai vantaggioso per l'economia globale che troverebbe un'ulteriore alternativa al trasporto delle merci via mare e, inoltre, consentirebbe anche il passaggio di un possibile oleodotto e di un gasdotto che permetterebbero il trasferimento delle risorse dalla Siberia all'Alaska, entrambi territori ricchi di idrocarburi.
Qualora venisse realizzato sarebbe il ponte più lungo del mondo mai costruito e, essendo attraversato dalla linea di cambiamento di data,  consententirebbe ai viaggiatori che partissero dalla costa siberiana alla sera di arrivare a destinazione la mattina stessa di quando sono partiti, secondo data e fuso orario americano dell'Alaska.
Tuttavia le difficoltà non sono poche e, ad aggiungersi all'enorme investimento economico auspicabilmente affrontabile da governi di più nazioni, vi sono importanti aspetti tecnici da considerare con particolare attenzione. Oltre a essere il ponte più lungo del mondo mai realizzato, primato che già da solo comporterebbe uno sforzo tecnologico notevole, bisogna considerare anche le proibitive condizioni climatiche dell'ubicazione dell'infrastruttura. Essa sorgerebbe in un tratto di mare relativamente calmo e poco profondo ma insidioso poiché  caratterizzato dall'imprevedibile presenza di grandi iceberg pesanti svariate tonnellate per almeno otto mesi l'anno e che, con il loro ciclico spostamento verso sud, impattererebbero inevitabilmente contro la struttura sottoponendola a continue sollecitazioni.
La sfida maggiore per la costruzione di un eventuale ponte sarebbe quindi rappresentata dalla progettazione che dovrebbe essere accuratamente studiata e verificata per resistere a lungo contro questo frequente fenomeno, garantendo altresì la massima longevità e sicurezza; inoltre non si dovrebbero sottovalutare anche i complementari effetti di altri fattori naturali non meno influenti come il vento, l'acqua, la salsedine marina, le temperature glaciali con picchi di -60 °C e, come se non bastasse, la moderata sismicità della zona.
Una soluzione per ovviare a molte di queste numerose criticità sarebbe la realizzazione di un tunnel sottomarino di analoga lunghezza che, per le sue caratteristiche, qualora realizzato, si aggiudicherebbe anch'esso il primato di tunnel sottomarino più lungo del mondo. Tuttavia se per certi versi si eviterebbero molti problemi rispetto a un collegamento in superficie, i tempi di realizzazione risulterebbero molto più lunghi e i costi altrettanto esorbitanti.

### Cronotassi dei progetti
Il desiderio di congiungere artificialmente le due terre ebbe inizio già nel 1849, quando il primo governatore dei Territori del Colorado William Gilpin avanzò la proposta di collegare l’America all’Asia attraverso un sistema ferroviario intercontinentale che prevedesse anche la costruzione di un ponte per superare lo stretto di Bering.
Nel 1905 fu la volta di E.H. Harriman, già presidente della Pacific Union Rail, che rilanciò il progetto di costruzione di un collegamento ferroviario tra i due continenti. Esso prevedeva un lungo tracciato che percorresse tutti gli stati confederati degli U.S.A. collegandoli all’Alaska e attraversando il Canada fino a oltrepassare lo stretto per poi connettersi alla Transiberiana. Tuttavia, a causa della guerra russo-giapponese del 1904-1905 il Giappone, allarmato per le implicazioni strategiche del progetto, sottoscrisse un accordo con il governo americano per impedire qualunque gesto di approvazione alla sua realizzazione.
Nel 1906 il New York Times pubblicò un nuovo progetto franco-americano a opera del barone De Lobel, già capo del consorzio franco-statunitense Trans-Alaska-Siberia Rail & Road Company. La sua nuova proposta prevedeva l'analoga costruzione di una rete ferroviaria intercontinentale con un tunnel sotto lo stretto di Bering; De Lobel riuscì anche a raccogliere ingenti finanziamenti ma la Russia si oppose alla realizzazione del progetto.
Due anni dopo, l’ingegnere Joseph Strauss, che nella sua carriera eseguì la progettazione di oltre quattrocento ponti tra cui il celeberrimo Golden Gate Bridge, presentò un proprio progetto di ponte ferroviario come argomento per la sua tesi di laurea. Tuttavia anche le speranze di realizzare questo nuovo progetto scemarono con lo scoppio della Prima guerra mondiale e col conseguente innesco della Rivoluzione Russa.
L'interesse a un collegamento sullo stretto di Bering tornò nel 1943, durante la Seconda guerra mondiale, con il completamento della Alaska Highway che collega il territorio dell'Alaska al Canada e agli Stati Uniti continentali. Già nel 1942, infatti, la Foreign Policy Association ipotizzava che il tracciato dell'autostrada proseguisse fino a collegarsi a Nome, remota località costiera dell'Alaska affacciata sullo stretto di Bering.
Tuttavia il progetto più completo risale al 1958 a opera di Tung-Yen Lin, ingegnere statunitense di origine cinese, già noto per la realizzazione di grandi infrastrutture negli Stati Uniti, che ripropose l’idea di attraversare lo stretto con un lungo ponte a uso misto stradale e ferroviario. Dopo anni di approfonditi studi nel 1968 Lin, già titolare del T.Y. Lin International Group, fondò la International Peace Bridge Corporation e pubblicò un completo studio di fattibilità del progetto, seppur in pieno clima da «guerra fredda».
Nel corso dei decenni sono dunque state varie e molteplici le proposte per la creazione di un passaggio sullo stretto di Bering e tanti i nomi utilizzati che includono: International Peace Bridge, The Bridge Intercontinental Pace ed Eurasia America Transport Link.
Nell'aprile del 2007, l’interesse di realizzare un'infrastruttura che colleghi le due coste sullo stretto è tornato a rivestire l'interesse del governo della Russia che ha dichiarato alla stampa internazionale che intendeva sostenere il progetto di un collegamento sullo stretto di Bering con un investimento di circa 60 miliardi di dollari destinati a un piano per la creazione di un consorzio di imprese che si occuperebbero della sua costruzione. Una relazione di fattibilità economica è stata presentata al Consiglio per lo Studio delle Forze Produttive (CEFP) del governo russo, da parte del Ministero dello Sviluppo Economico e del Commercio e dall'Accademia delle Scienze di Russia e secondo i primi studi al vaglio il progetto consisterebbe in un tunnel di una lunghezza complessiva di circa 110 chilometri, ovvero circa il doppio rispetto all'Eurotunnel realizzato sotto la Manica e richiederebbe un periodo di costruzione compreso tra i quindici e i vent'anni; inoltre la realizzazione di questo progetto richiederebbe la contestuale costruzione di circa 6.000 chilometri di linea ferroviaria per connettere il tunnel alla Transiberiana e alla Alaska Railroad.
Nel luglio del 2011, alla conferenza di Jakutsk nella Russia orientale, il funzionario governativo Aleksandr Levinthal ha confermato l’interesse del governo russo per questo ambizioso progetto dichiarando altresì che questo nuovo collegamento sarebbe «il modo più veloce, sicuro e meno costoso per trasportare la merce in tutto il mondo rispetto alle navi container»; egli ha inoltre stimato un traffico pari al 3% del trasporto mondiale capace di produrre ricavi per circa sette miliardi di dollari l'anno. Il 22 agosto successivo il Daily Mail ha riferito che il governo russo ha approvato un primo stanziamento di 60 miliardi di dollari per l'infrastruttura da realizzare sullo stretto di Bering.
Nel 2014 anche la Cina ha dimostrato interesse per la costruzione di una linea ferroviaria di treni ad alta velocità che colleghi Cina, Russia, Stati Uniti d'America e Canada, ipotizzando però la realizzazione alternativa di un tunnel sottomarino che consentirebbe di collegare la Cina all'Alaska in circa 55 ore.
Sebbene la stampa internazionale si sia dimostrata tendenzialmente scettica sulla reale fattibilità del progetto cinese, il China Daily ha affermato che la Cina già possiede la tecnologia necessaria e che verrà utilizzata per costruire un analogo tunnel sottomarino che collegherà la provincia cinese del Fujian con Taiwan.
Nel 2015 è emersa un'altra possibile collaborazione tra la Cina e la Russia che prevederebbe lo sviluppo della Trans-Eurasian Belt, ovvero un nuovo tracciato che percorrerebbe parte della Cina e tutta la Siberia includendo anche un ponte stradale intercontinentale con gasdotto e oleodotto tra il punto più orientale della Siberia e il punto più occidentale dell'Alaska.

## Il progetto di Tung-Yen Lin
Il progetto dell'ingegnere Tung-Yen Lin, scomparso nel 2003, prevede l'attraversamento dello stretto di Bering mediante un ponte lungo circa 97 km e formato da tre sezioni principali: la prima di circa 40 km che collega la costa dell'Alaska all'isola Piccola Diomede appartenente agli Stati Uniti, un tratto intermedio di circa 17 km che collega entrambe le isole Diomede e infine l'ultimo tratto, anch'esso di circa 40 km, che collegherebbe l'isola russa Grande Diomede alla parte di costa siberiana più vicina posta più a nord. 
Il ponte così completato avrebbe un tracciato non rettilineo ma consentirebbe di collegare in meno di un'ora di tragitto la città americana di Nome a quella russa di Uėlen e inoltre la sua realizzazione prevederebbe la contestuale costruzione di nuove autostrade e collegamenti ferroviari in entrambi i Paesi per collegare le suddette città al resto dei due continenti.
Secondo il progetto originario la struttura sarebbe formata da 220 campate ad arco ribassato da 441 metri di luce e 100 metri di altezza ciascuna, sostenute da altrettanti 220 piloni poggianti sul fondale marino realizzati con una complessa anima di acciaio e una specifica mescola di cemento armato ad alta tenacità ricoperto da speciali strati protettivi di rivestimento esterno. Essi avrebbero diametro e peso imponenti, oltre a una particolare morfologia funzionale a contrastare la resistenza al vento e soprattutto le frequenti sollecitazioni dovute all'inevitabile impatto degli iceberg che stagionalmente percorrono verso sud l'intero tratto di mare.
L'impalcato superiore del ponte prevede una suddivisione verticale in tre piani sovrapposti: quello superiore che ospita un'autostrada con più corsie per ciascun senso di marcia e il cui fondo stradale sarebbe realizzato con speciale asfalto drenante; quello intermedio ospita la linea ferroviaria ad alta velocità con un binario per ciascun senso di marcia e uno centrale di servizio. Il piano inferiore invece sarebbe cieco e completamente coibentato analogamente a un grande cavedio e ospiterebbe le speciali tubature del gasdotto e dell'oleodotto, oltre a un apposito percorso di ispezione.
Si stima che i costi di realizzazione potrebbero avvicinarsi ai 100 miliardi di dollari.

### Approfondimenti
1. ↑  Tra le due isole passa la linea di cambiamento di data, per cui il fuso orario della Grande Diomede è quella russa (UTC+12), mentre quella della Piccola Diomede è quella americana (UTC-9) pertanto, nonostante la loro vicinanza, la Grande Diomede è 21 ore avanti rispetto alla Piccola Diomede. 
Questo si traduce, in pratica, in un'apparente differenza di sole tre ore, avendo tuttavia presente che per 21 ore al giorno le due isole si trovano in due giorni diversi. Per fare un esempio, infatti, alle ore 17:30 di sabato sulla Piccola Diomede corrispondono le ore 14:30 di domenica sulla Grande Diomede. Apparentemente l'isola più orientale sembrerebbe essere tre ore avanti rispetto a quella occidentale laddove è invece ventuno ore indietro.

### Fonti
1. 1 2  A. Oliver, D. Podderegin, D. Mashin, 2007.
2. 1 2 3 4  Kevin Starr, 1996.
3. ↑   Tony Halpin, Russia pianifica il tunnel di $ 65bn per l'America, su timesonline.co.uk, Londra, The Times, 20 aprile 2007. URL consultato il 2 novembre 2009 (archiviato dall'url originale il 24 agosto 2011).
4. ↑  (EN) AIRWAY TO RUSSIA VIA ALASKA URGED; Foreign Policy Association Also Favors Northern Sea Route and Bering Link, su nytimes.com, New York Times, 20 luglio 1942. URL consultato il luglio 2017.
5. ↑   mperussia.com,  https://web.archive.org/web/20071114102600/http://www.mperussia.com/bering_conf_prog_e.html. URL consultato il luglio 2017 (archiviato dall'url originale il 14 novembre 2007).
6. ↑   AA.VV., A Transcontinental Eurasia-America Transport Link via the Bering Strait, at the 1st International Conference "Megaprojects of the Russian East", su mperussia.com. URL consultato il luglio 2017 (archiviato dall'url originale il 14 novembre 2007).
7. ↑   Russia wants a rail link to North America," Der Spiegel, su spiegel.de, 20 aprile 2007.
8. ↑   Wil Longbottom, London to New York by rail? Russia 'approves' £60bn Bering Strait tunnel, in Daily Mail, Londra, 22 agosto 2011.
9. ↑   London to the US by rail? Russia approves Bering Strait tunnel - AOL Travel UK, su travel.aol.co.uk.
10. ↑   Тоннелю под Беринговым проливом пророчат большой успех, su radiovesti.ru. URL consultato il 20 dicembre 2012 (archiviato dall'url originale il 4 ottobre 2012).
11. ↑   Nicola Smith e Chris Hutchins, Bridgebuilding Vladimir Putin wants tunnel to US, su The Times, London, 30 marzo 2008. URL consultato il 26 aprile 2010 (archiviato dall'url originale il 3 aprile 2010).
12. ↑   Ishaan Tharoor, La Cina può costruire un treno sottomarino in America, in The Washington Post, 9 maggio 2014. URL consultato il 14 maggio 2014.
13. ↑   Daniel Politi, Rapporto: La Cina pensa di costruire un treno ad alta velocità verso l'U.S., in Slate.com, 10 maggio 2014. URL consultato il 14 maggio 2014.
14. ↑   La Cina esamina treni ad alta velocità verso Stati Uniti: rapporto, in chinadaily.com.cn, 8 maggio 2014. URL consultato il luglio 2017.
15. ↑   Russia svela i piani per la ferrovia ad alta velocità e la superstrada per collegare l'Europa e l'America, su independent.co.uk. URL consultato il 15 marzo 2015.